# Sarvestánský palác
Sarvestánský palác (persky کاخ ساسانی سروستان‎) jsou ruiny paláce postaveného v 5. století n. l. za vlády sásánovského krále Bahráma V. Pozůstatky této stavby se nacházejí 90 km jihovýchodně od města Šíráz, správního města provincie Fárs. Památka je zapsána na seznamu kulturního dědictví Íránu.

## Historie
Palác byl postaven mezi lety 420-438 n. l. a nachází se na rozlehlé kamenité pláni. Stavba má rozlohu 25 hektarů. Palác ve své době sloužil sásánovským králům jako místo odpočinku a loveckým výpravám.

## Palác
Z architektonického hlediska je palác typickým příkladem sásánovské architektury. Palác je vyroben z kamene a sádry. Kopule je vyrobena z cihel a je jednou z nejstarších ukázek sásánovského stavebního umění v Íránu.